# Aulo Pompeyo Paulino
Aulo Pompeyo Paulino fue un senador romano activo durante los reinados de Claudio y Nerón. Fue cónsul sufecto durante un nundinium ya bien en el año 46 o 47.

## Familia
Según Plinio el Viejo, Paulino era el hijo de un caballero romano de Arelate. Puede que fuera el hermano de Pompeya Paulina que era la esposa del filósofo y estadista Séneca.

## Carrera política
Paulino es más conocido por su mandato como gobernador de Germania Inferior, como queda atestiguado por una mención de Tácito, otra de Plinio el Viejo,: y por varias inscripciones recuperadas en diferentes localidades de la provincia datadas en el año 54, dedicada junto con el desconocido legado de la Legio I Germanica y con Lucio Cornelio Pusión, legado de la Legio XVI Gallica. Las evidencias apuntan a que su mandato se extendió del 55 al 57; le sucedió Lucio Duvio Avito en el año 58. Ronald Syme conjetura que mientras Paulino era gobernador de Germania Inferior, tanto Plinio como el futuro emperador Tito sirvieron como tribunos militares. De su estancia en la provincia Plinio recuerda más tarde que Paulino trajo consigo 12.000 libras de bandejas de plata a un puesto donde se "enfrentó a las tribus de la mayor ferocidad."
En 62, el emperador Nerón lo nombró miembro de una comisión senatorial ara analizar las finanzas públicas, junto con Aulo Ducenio Gémino y Lucio Calpurnio Pisón. Después, no se sabe nada de la vida de Paulino y no se le menciona como una de los ejecutados o exiliados como consecuencia de la conjura de Pisón, ni que desempeñara papel alguno en el año de los cuatro emperadores.